# Libědice

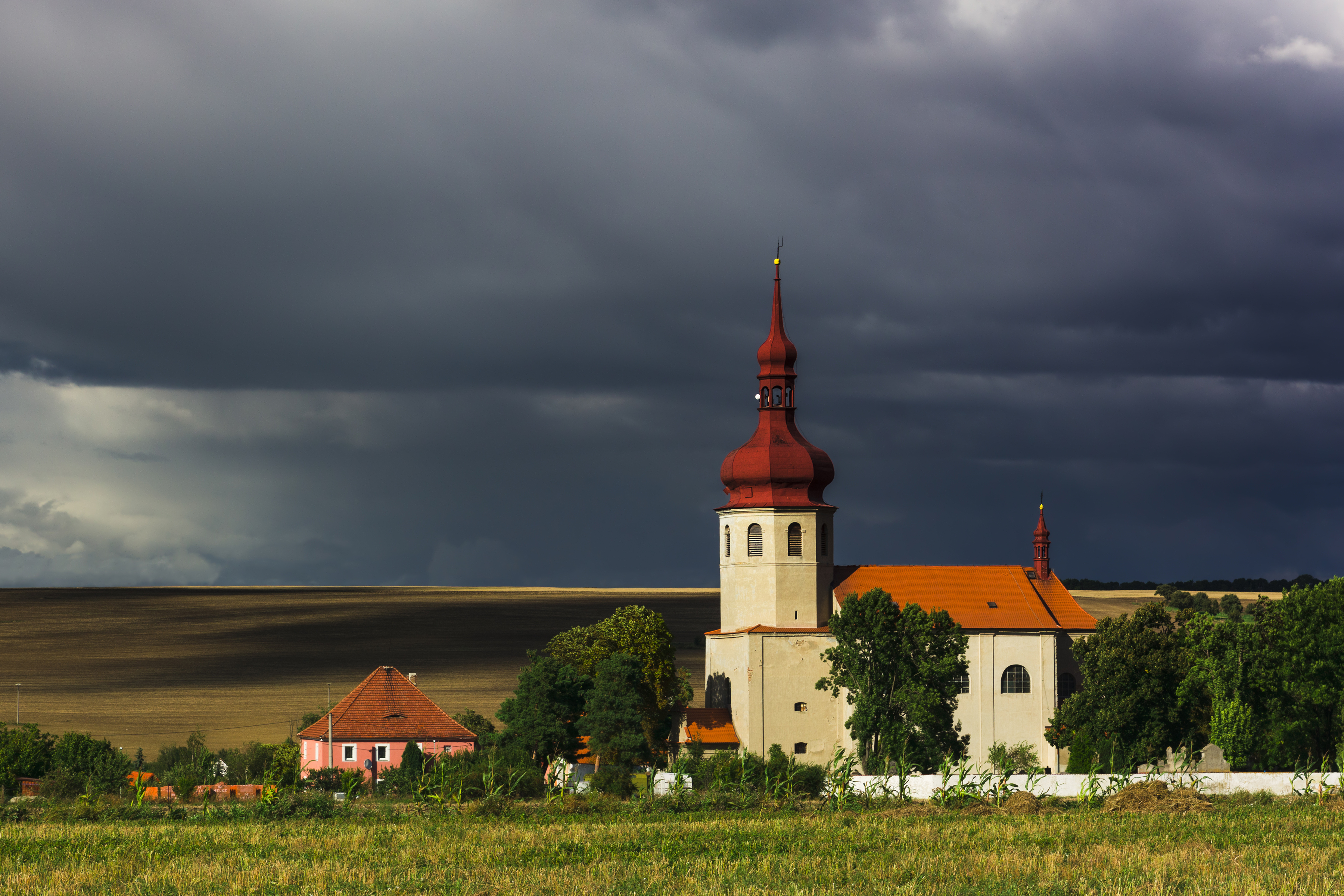
Kirche St. Veit

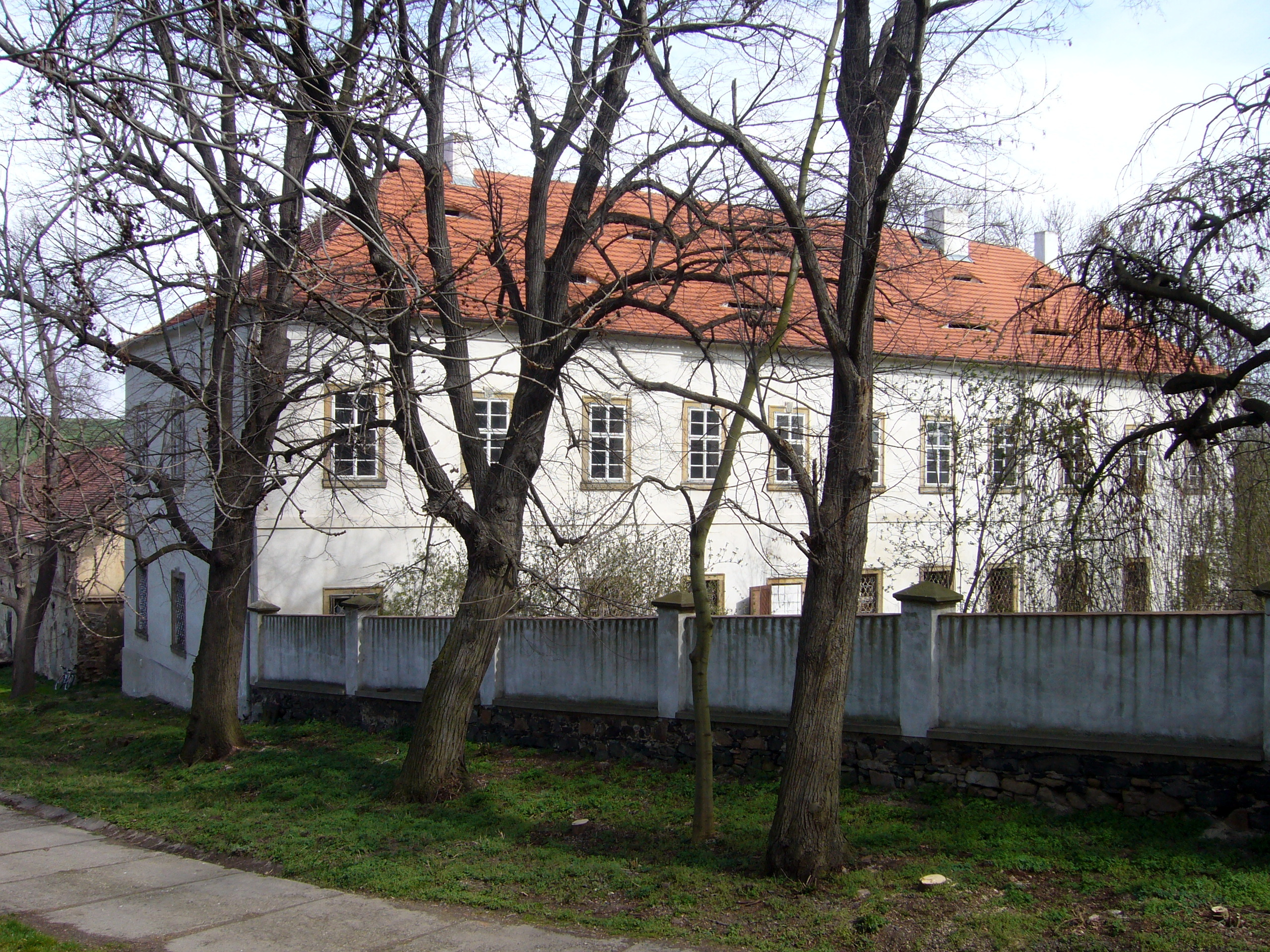
Schloss Libotitz

Libědice (deutsch Libotitz, auch Liebotitz) ist eine Gemeinde in Tschechien. Sie liegt zwölf Kilometer westlich von Žatec und gehört zum Okres Chomutov.

## Geographie

### Geographische Lage
Libědice erstreckt sich beiderseits des Liboc (Aubach) im Nordböhmischen Becken. Nördlich erhebt sich der Höhenrücken Přeskacké vrchy (Hochstraß, 321 m) und im Nordwesten der Polácký vrch (Pohligberg, 336 m), dahinter liegt der Stausee Nechranice.

### Gemeindegliederung
Die Gemeinde Libědice besteht aus den Ortsteilen Čejkovice (Tschekowitz) und Libědice (Libotitz).

### Nachbargemeinden
Nachbarorte sind Malé Krhovice und Vadkovice im Norden, Vikletice, Soběsuky und Přeskaky im Nordosten, Žabokliky und Sedčice im Osten, Čejkovice und Kněžice im Südosten, Mory und Široké Třebčice im Süden, Račetice und Vilémov im Südwesten, Pětipsy im Westen sowie Poláky im Nordwesten.

## Geschichte
Archäologische Funde belegen einen frühzeitliche Besiedlung des Gebietes. Die aus dem Jahre 1197 stammende Erwähnung eines Dorfes Ljubedici lässt sich nicht eindeutig auf Libědice zuordnen.
Die erste urkundliche Erwähnung von Libědice erfolgte 1226, als Ottokar I. Přemysl das Dorf Ljubedici dem Prämonstratenserkloster Doksany überließ. Im 14. Jahrhundert wurde das Dorf Libiedicz geteilt und gehörte anteilig dem Kloster Doksany und der örtlichen Pfarre. Nach verschiedenen Tauschgeschäften besaßen im Jahre 1358 die Brüder Kuneš und Sulek von Libědice das Dorf. 1386 erwarb Erhard von Duppau einen Anteil. Die Feste wurde wahrscheinlich zum Ende des 14. Jahrhunderts als Rittersitz errichtet. Im 15. Jahrhundert wechselten die Besitzer häufig. Zu ihnen gehörten Slavibor von Libědice, ab 1404 Čeněk "Černý" Sekera von Sedčice (Axt von Sedschitz), danach der Patrizier Kuneš von Kadaň, ab 1470 gemeinsam Heinrich Axt von Sedschitz und Georg Vrš von Sadlno. 1474 fiel das gesamte Dorf der Böhmischen Krone zu, da beide Besitzer ohne Erben verstarben. Wladislaw Jagiello verkaufte Libědice darauf an Benesch Krabitz von Weitmühl. Seine Erben verkauften die Güter 1496 an die Pětipeský von Chyše und von Egerberg. Im Laufe der Zeit wurde der Ort als Libiedicz, Lybiedicz, Lyebedicz, Libytycz, Libedicze, Libětice, Lubětice, Liebotitz, Libotitz, Liebetitz und Livetitz bezeichnet.
In der ersten Hälfte des 16. Jahrhunderts war das Dorf zwischen den Geschlechtern Liebenauer und Duppau geteilt. Den Liebenauerschen Anteil erwarb 1556 Jan Kolovrat-Novohradský. Er ließ 1571 den Hof an der Kirche zu einer Feste ausbauen. Seine Frau, eine geborene Gräfin Schlick, verbreitete den Protestantismus im Ort, und 1560 wurde der erste evangelische Pfarrer eingesetzt. In dieser Zeit begann der Zuzug deutscher Protestanten. Nach dem Tode Jan Kolovrat-Novohradskýs erbten dessen Töchter gemeinschaftlich die Güter, und ab 1599 gehörte Libědice Ursula Kolowrat und deren Mann Christoph von Lobkowicz. Zu dieser Zeit bestand in Libotitz bereits eine Brauerei. Die Feste wurde 1607 an Ottilie von Duppau auf Saar verkauft. Deren Güter umfassten bis auf einen der Stadt Kaaden gehörenden kleinen Anteil das gesamte Dorf. Wilhelm Adalbert von Duppau war aktiv am Prager Fenstersturz beteiligt. Er verstarb 1621, und im Jahr darauf wurde er posthum zum Verlust eines Drittels seiner Güter verurteilt. 1620 erfolgte die Einsetzung eines katholischen Pfarrers. Während des Dreißigjährigen Krieges wurde das Dorf von verschiedenen Heeren heimgesucht und geplündert. Besitzer von Pruß waren ab 1628 die Komotauer Jesuiten, die das Dorf ihrem Gut Welmschloß zuschlugen. 1633 überließ die Böhmische Kammer als Ausgleich für Forderungen die Herrschaft Libotitz an den Leibarzt Albrecht von Waldsteins, Justus Stroporius von Marsfeld. 1641 erbte dessen Witwe Marie Susanne die Güter. Sie heiratete später Adam Zmyslovský von Radvanov. In der berní rula von 1654 sind für Libotitz 36 Anwesen ausgewiesen. Besitzer eines Viertels des Dorfes war die Kaadner Rosenkranzbruderschaft. Marie Susanne Zmyslovský kaufte 1659 die Dörfer Tureč und Obrovice im Duppauer Gebirge zur Herrschaft Libotitz hinzu. 1666 brannte das gesamte Dorf bei einem Großfeuer nieder. Zwei Jahre später vermachte Marie Susanne Zmyslovský ihre Güter dem Orden der Unbeschuhten Karmeliten von Maria vom Siege auf der Prager Kleinseite. 1713 starben zahlreiche Bewohner an der Pest. 1748 bestand Libotitz aus 94 Häusern. Das Dorf war landwirtschaftlich geprägt; in Libotitz gab es zu dieser Zeit eine Mühle und eine Schule. Im Zuge der Josephinischen Reformen wurde 1786 der Karmelitenorden aufgehoben und seine Güter dem Religionsfonds übergeben, von dem Vojtěch Mladota von Solopisk 1808 die Herrschaft Libotitz kaufte und an seine Herrschaft Maschau anschloss. Die Rosenkranzbruderschaft verkaufte ihren Anteil in dieser Zeit an den Fürsten Auersperg, der diesen Teil später den Czernin von und zu Chudenitz überließ. 1827 kaufte Gabriele von Dietrichstein die Herrschaft Maschau mit Libotitz von Vojtěch Mladotas Witwe. 1845 erwarb Eugen Karl Czernin von und zu Chudenitz die Herrschaft.
Nach der Aufhebung der Patrimonialherrschaften bildete Libotitz / Libědice ab 1850 mit dem Ortsteil Pruß / Brusy eine Gemeinde im Bezirk Kaaden. Das Dorf war durch den Aubach zweigeteilt. Südlich des Baches lag die Kleinseite mit dem Schloss und der Kirche, nördlich die Große Seite. Westlich an die Große Seite schloss sich Pruß an. Zu dieser Zeit begann der Braunkohlenbergbau und es siedelten sich Betriebe an. Die Kohle in den Braunkohlenschächten Johann Nepomuk, Dreieinigkeit, Adalbert, Anton und Thomas war jedoch minderwertig, so dass der Bergbau noch im 19. Jahrhundert gänzlich eingestellt wurde. 1864 bestanden bei Libotitz vier Ziegeleien, in den Lehmgruben wurde auch Kalkmergel gewonnen, der als Mineraldünger Verwendung fand. Im Jahre 1872 wurde die Holzbrücke über die Aubach durch eine gemauerte ersetzt. 1873 war der Bau der Bezirksstraße von Willomitz über Ratschitz und Libotitz nach Saaz vollendet.
1884 entstand eine Eisenbrücke über die Aubach. 1896 wurde ein neues Schulgebäude eingeweiht. Pruß wurde am 28. April 1914 mit Libotitz vereinigt und als Ortsteil gestrichen. Nach dem Zerfall der k.u.k. Monarchie gehörte Libotitz ab November 1918 zur Provinz Deutschböhmen. Der Ort wurde kurz danach von der tschechoslowakischen Armee besetzt und 1919 der Tschechoslowakei zugesprochen. 1921 bestand Libotitz aus 133 Häusern und hatte 807 Einwohner; davon waren 786 Deutsche und 20 Tschechen. In den 1920er Jahren kamen mehrere tschechische Familien als Neusiedler in das Dorf. 1929 eröffnete eine tschechische Minderheitenschule. 1930 lebten in Libotitz 673 Menschen, darunter waren 48 Tschechen. Nach dem Münchner Abkommen wurde der Ort 1938 dem Deutschen Reich zugeschlagen und gehörte bis 1945 zum Landkreis Kaaden. Die Güter der Tschechen wurden beschlagnahmt, ihre Besitzer verließen das Dorf und übersiedelten in die bei der Tschechoslowakei verbliebenen Gebiete. 1939 hatte die Gemeinde 596 deutsche Einwohner. Während des Zweiten Weltkrieges wurde ein Kriegsgefangenenlager errichtet, in dem zunächst Polen, später Franzosen, Ukrainer und Russen festgehalten wurden. Nach dem Ende des Kriegs kam das Dorf zur Tschechoslowakei zurück. Die deutsche Bevölkerung wurde vertrieben und Wolhynientschechen angesiedelt. Mit Beginn des Jahres 1961 kam die Gemeinde zum Okres Chomutov, und zugleich wurde Čejkovice eingemeindet. Zwischen 1981 und 1990 waren Libědice und Čejkovice als Ortsteile an Pětipsy angeschlossen.

## Kultur und Sehenswürdigkeiten
- Schloss Libědice, es entstand 1708–1725 anstelle einer Feste aus dem 13. Jahrhundert als Konvent und Ordenshaus der Karmeliten, derzeit ist das Bauwerk leerstehend
- Kirche St. Veit, errichtet 1682–1694 anstelle eines Vorgängerbaus
- Dreifaltigkeitssäule, geschaffen 1711
- Mariensäule aus Brany, sie wurde in der zweiten Hälfte des 20. Jahrhunderts aus dem abgebaggerten Dorf umgesetzt.
- Statuengruppe Kalvarienberg, sie stammt ebenfalls aus Brany
- Dreifaltigkeitssäule aus Kralupy u Chomutova, sie befand sich ursprünglich auf dem Markt der abgebaggerten Stadt.

## Persönlichkeiten
- Karl Bock (1886–1946), tschechoslowakischer Politiker deutscher Nationalität